# پروسی براتیا ثمن
پروسی براتیا ثمن (انگلیسی: Pravasi Bharatiya Samman) جایزهٔ ملی هند متعلق به اشخاص هندی در سراسر جهان برای هرگونه فعالیت سازنده و مفید غیرنظامی و در سطح بین‌المللی است؛ که به منظور نشان دادن افتخار به شکل ویژه و استثنایی به هندی‌های خارج از هند و افراد با ریشه هندی اعطا می‌گردد.